# Eois costalaria
Eois costalaria là một loài bướm đêm trong họ Geometridae.